# 愛に関する短いフィルム
『愛に関する短いフィルム』（ポーランド語: Krótki film o miłości、英語: A Short Film About Love）は、1988年制作のポーランド映画。
十戒をモチーフとした、クシシュトフ・キェシロフスキ監督のテレビシリーズ『デカローグ』の第6話を長編映画として再構成した作品。本作の主題となった戒律は『姦淫してはならない』。ワルシャワの公営団地を舞台に、隣の建物に住む年上の女性に深く恋する若い郵便局員を描くラブロマンス映画。
本作はポーランド国内外の批評家から熱狂的な支持を受け、技術的完成度、美的統一性、俳優の演技、そしてキェシロフスキの演出に対して賛辞が集まった。ポーランド映画祭では最高賞にあたる金獅子賞 （同監督の『殺人に関する短いフィルム』と同時受賞）および4つの賞を受賞した。また、第61回アカデミー賞外国語映画賞のポーランド代表作品として選出されたが、ノミネートはされなかった。

## ストーリー
19歳のトメク（オラフ・ルバシェンコ）は、ワルシャワの団地で代母（ステファニア・イヴィンスカ）と暮らしている。孤児院で育ったトメクには友達が少なく、郵便局員として働いている。トメクは隣の団地に住む美しい年上の女性マグダ（グラジナ・シャポウォフスカ）に強く惹かれ、毎晩望遠鏡で彼女の生活を覗き見している。マグダが男性と親密な時間を過ごす場面になると、トメクは望遠鏡を放り出し、それ以上見ようとしない。
マグダに近づくため、彼は偽の為替の通知を彼女の郵便受けに入れ郵便局に来させようとしたり、匿名で電話をかけて彼女の声を聞いたりする。牛乳配達の仕事を引き受けてマグダのもとに通い、ある晩マグダが恋人と別れて泣いている姿を見たトメクは、「なぜ人は泣くの？」と代母に尋ねる。
再び偽の通知を受け取ったマグダは郵便局でトラブルになり怒って帰ろうとするが、トメクは後を追い、自分が通知を出していたこと、彼女を見ていたこと、泣いていた姿を見たことを正直に話す。するとその夜、マグダは彼に見える位置にベッドを動かし、別の男と寝る姿を見せつける。その男は通りに駆け下り、階下に降りてきたトメクに声をかけ、怒ってトメクを殴る。
翌日、牛乳を届けたトメクはマグダに「愛している。でも見返りはいらない」と告げる。感情が溢れたトメクは屋上に駆け上に「デートしてください」と頼み、彼女は応じる。アイスクリームパーラーでのデート中、トメクは彼女を1年間見ていたこと、彼女宛ての手紙を盗んだことを打ち明ける。マグダは最初は驚くが、やがて「まあ、どうでもいいことね」と受け流す。そして「愛なんて存在しない。あるのはセックスだけ」と言い、恋人同士のように手を触れる方法を彼に教える。
その夜、マグダの部屋で彼女はトメクにプレゼントをもらうが、「私はそんな人間じゃない」と言いながらも、彼の手を自分の太ももに導き、トメクは絶頂に達する。彼女は「愛ってそんなものよ」と言い放つ。ショックを受けたトメクは逃げ出し、マグダは罪悪感に駆られて窓から彼に「電話して」「戻ってきて、ごめんなさい」と伝えるが、返事はない。トメクは部屋で手首を切り、自殺未遂を起こす。
後日、マグダは彼のアパートを訪ね、代母からトメクが入院したと知らされる。「私、彼を傷つけたかもしれない」とマグダは言い、彼の部屋と望遠鏡を見せられる。「彼はあなたに恋をしたの」と代母が言うと、マグダは「そう、間違った相手に」と答える。
その後、マグダはトメクの姿を探し続け、彼の部屋を見つめながら待ち続ける。ある日、ようやく彼が戻ったのを見て彼の元を訪ねるが、代母により彼のそばには寄れず、包帯を巻いた手にも触れさせてもらえない。部屋にあった望遠鏡を覗いたマグダは、自分が涙を流した夜を思い出し、今度は自分の部屋でトメクが泣いている自分を慰めてくれている姿を想像し、そして微笑むのだった。

## テレビ版
テレビ版の『デカローグVI』、 1989年から1990年にかけて公開された。映画版と比較すると、より悲観的な結末となっている。映画版では本編の最初と結末部がトメクの部屋で展開しており、トメクとマグダの間に真実の愛が芽生える可能性があるが、テレビ版では郵便局でマグダがトメクと会う場面で終わり、最後にトメクは気分を害した口調で、「もうあなたを覗きません」と言う。

## キャスト
| 役名         | 俳優                       |
| ------------ | -------------------------- |
| マグダ       | グラジナ・シャポウォフスカ |
| トメク       | オラフ・ルバシェンコ       |
| 代母         | ステファニア・イヴィンスカ |
| ローマン     | ピョートル・マチャリカ     |
| ミロスラヴァ | ハンナ・ホイナツカ         |
| 若者         | アルトゥール・バルシス     |
| 郵便配達員   | スタニスワフ・ガウリク     |
| ガス業者     | クシシュトフ・コペルスキ   |

## 備考
本作でトメクの代母を演じたステファニア・イヴィンスカは1988年 4月7日に死去し、本作および『デカローグ』が遺作となった。

## 評価
本作は評論家の間で非常に高く評価されており、多くの批評家が本作がキェシロフスキの後期の傑作群を彷彿とさせると指摘した。また、他人の私生活を覗き見るというプロットにアルフレッド・ヒッチコック監督の映画『裏窓』と共通するテーマを指摘する声も多くあった。映画批評集積サイトRotten Tomatoesでは22件のレビューに基づき95%の支持率となっている。
『サンフランシスコ・クロニクル紙 』の書評でゲイリー・カミヤは「キェシロフスキは、人生の最も硬いコンクリートを突き破って生える“雑草”のような愛を、見事に描き出した」と書いた。

『Cinema Sights』のレビューで、ジェイムズ・ブレイク・ユーイングはこの映画を「単純なルールを複雑かつ深遠に掘り下げた作品」と呼び、その結果を称賛した。
『愛に関する短いフィルム』がこれほど忘れがたく、あらゆる面で容赦のない体験となるのは、感情を揺さぶるストーリーテリングと映画的な力強さが見事に融合しているからだ。最後には、その圧倒的な力に心を打ちのめされる。それでも、キェシロフスキは決して大げさに叩きつけるようなやり方はせず、むしろ静かに、少しずつ、丁寧に心を削り取っていくようにして、観る者の感情を崩していくのだ。。
批評家のジェームズ・ベラルディネリは4つ星のうち4つを与え、「まさに傑作だ」と評し「本作の最大の皮肉は、覗き見されていた者が覗き見る側に回り、愛されていた者が愛する者へと変わるという関係性の逆転にある。マグダが最後に見せる感情は、彼の純粋さを取り戻してほしいという切なる願いであり、そこには贖罪の意志が滲んでいる。」と書いた。『The Rolling Tape』のアンジャニ・チャダは本作の演出を絶賛し、「音を最小限に抑えながらも、映像と色彩、カメラワークによって物語にリズムと緊張感を持たせている。特に、マグダと他の男との関係に嫉妬したトメクが警察に偽の通報をする無言のシーンは、台詞がなくとも観客を引き込む演出が光る」とした。

## 受賞
| 賞                             | 部門         | 対象                                                        | 結果 | 出典   |
| ------------------------------ | ------------ | ----------------------------------------------------------- | ---- | ------ |
| ポ－ランド映画祭               | 金獅子賞     | クシシュトフ・キェシロフスキ                                | 受賞 | [ 10 ] |
| ポ－ランド映画祭               | 主演女優賞   | グラジナ・シャポウォフスカ                                  | 受賞 | [ 10 ] |
| ポ－ランド映画祭               | 助演女優賞   | ステファニア・イヴィンスカ                                  | 受賞 | [ 10 ] |
| ポ－ランド映画祭               | 脚本賞       | クシシュトフ・キェシロフスキ クシシュトフ・ピエシェヴィッチ | 受賞 | [ 10 ] |
| ポ－ランド映画祭               | 撮影賞       | ヴィトルド・アダメク                                        | 受賞 | [ 10 ] |
| サン・セバスティャン国際映画祭 | 審査員特別賞 | クシシュトフ・キェシロフスキ                                | 受賞 | [ 11 ] |
| サン・セバスティャン国際映画祭 | OCIC賞       | クシシュトフ・キェシロフスキ                                | 受賞 | [ 11 ] |
| サンパウロ国際映画祭           | 観客賞       | 『愛に関する短いフィルム』                                  | 受賞 |        |
| ベルギー映画評批評家協会       | グランプリ   | 『愛に関する短いフィルム』                                  | 受賞 | [ 12 ] |